# Nagdlunguaq-48

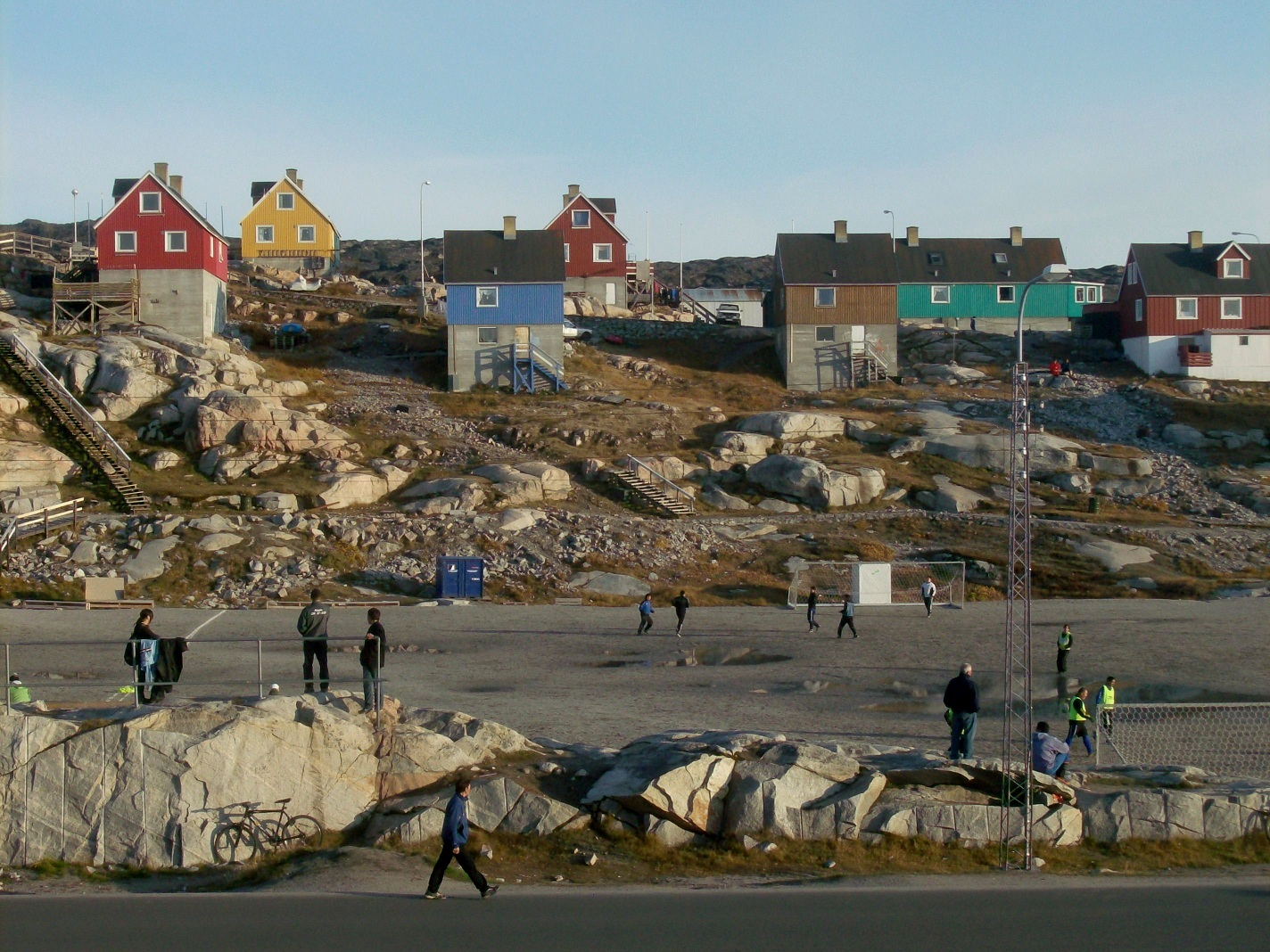

Nagdlunguaq-48 – grenlandzki klub piłkarski, z siedzibą w Ilulissat.
Drużyna powstała 8 lutego 1948 roku. Swoje mecze rozgrywa na Nuuk Stadium. Klub jest dwunastokrotnym mistrzem Grenlandii.
Trofeum to zdobywał w latach: 1977, 1978, 1980, 1982, 1983, 1984, 2000, 2001, 2006, 2007, 2019, 2022.
Prezesem klubu jest Niels Davidsen, a trenerem Lars Erik Gabrielsen.